# Cornelis van der Hoeven

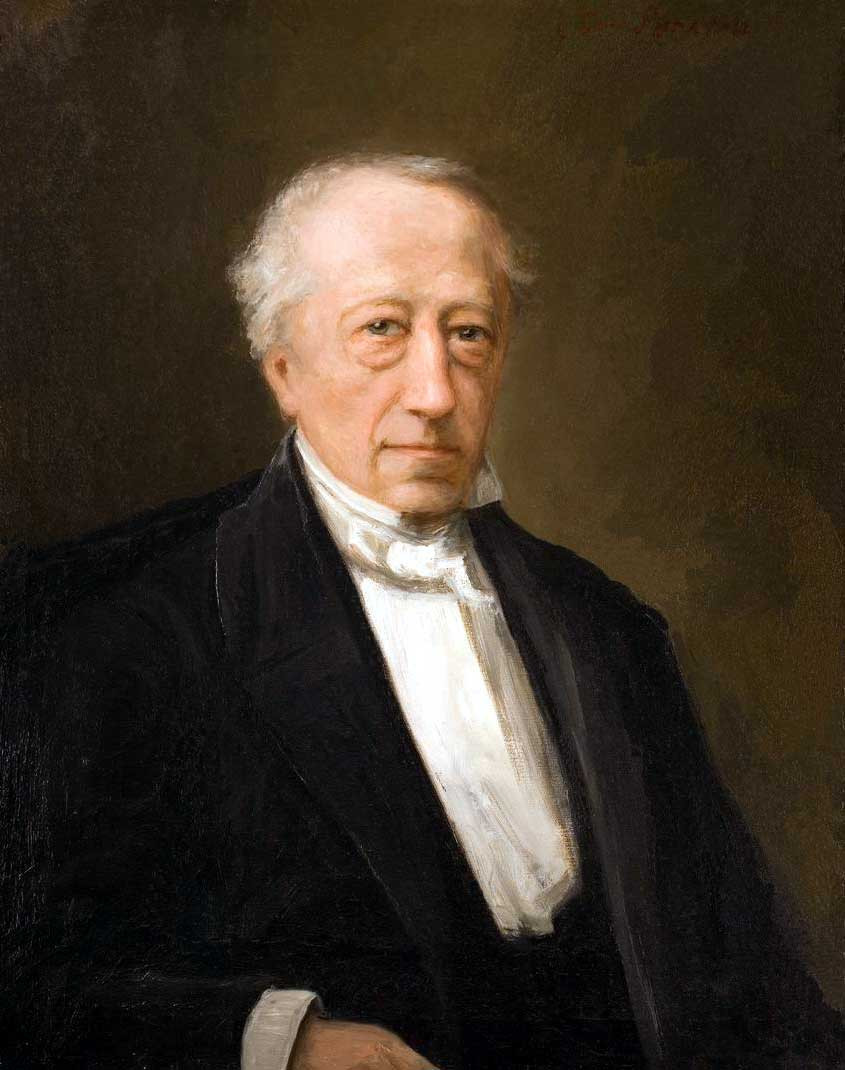
Cornelis Pruijs van der Hoeven

Cornelis Pruijs van der Hoeven (* 13. August 1792 in Rotterdam; † 5. Dezember 1871 in Leiden) war ein niederländischer Mediziner.

## Leben
Van der Hoeven stammte aus einer wohlhabenden Rotterdamer Kaufmannsfamilie. Sein Vater war Abraham van der Hoeven († 1803), seine Mutter Maria van der Wallen van Vollenhoven. 1810 heiratete seine Mutter den Rotterdamer Mediziner Dr. Martinus Pruys, von welchem er den Nachnamen übernahm. Er war der Bruder des Naturforschers Jan van der Hoeven und des Theologen Abraham van der Hoeven. Nachdem er vier Jahre die Kostschule in Noordwijk besucht hatte, bezog er die Erasmusschule in Rotterdam um 1812 ein Studium der Medizin an der Universität Leiden aufzunehmen. Hier hatte er die Vorlesungen von Sebald Justinus Brugmans, Gerard Sandifort und anderen besucht. 1813 beteiligte er sich an den Befreiungskriegen und promovierte zurückgekehrt am 16. November 1816 mit der Abhandlung De constitutionis epidemicae doctrina zum Doktor der Medizin.
Danach arbeitete er als Arzt in seiner Geburtsstadt, wo er sich Studien zu Hippocrates widmete und 1824 seine Chrestomatia Hippocratica herausbrachte. Dies bewog die Kuratoren der Universität Leiden ihn zum außerordentlichen Professor der Medizin zu berufen, welche Aufgabe er am 4. Dezember 1824 mit der Einführungsrede De simplicis sensu medicinae cultoribus imprimis excolendo (Leiden 1824) begann. 1827 ernannte man ihn zum ordentlichen Professor, welche Aufgabe er mit dem Thema De perfecta medici specie (Leiden 1827) übernahm. Er verfasste einige Werke zu den Themen Pathologie und Medizingeschichte. Zudem sind einige redaktionelle Beiträge in die medizinischen Zeitschriften seiner Zeit eingeflossen.
Am  3. August 1837 wurde er in die Leopoldina aufgenommen. Van der Hoeven war zudem seit 1832 Mitglied des Instituts und 1851 dessen Nachfolgeeinrichtung der Königlich-Niederländischen Akademie der Wissenschaften. Van der Hoeven beteiligte sich auch an den organisatorischen Aufgaben der Leidener Hochschule und war 1839/40 Rektor der Alma Mater. Diese Aufgabe legte er mit der Rede de institutione medica (Hag. Com. 1840) nieder. Am 10. Oktober 1862 wurde er aus seiner Tätigkeit emeritiert.

## Familie
Pruijs van der Hoeven heiratete am 23. März 1823 in Rotterdam Maria Cornelia Trompert (* 10. April 1800 in Rotterdam; † 6. April 1899 in Den Haag). Aus der Ehe sind Kinder hervorgegangen. Man kennt:
- Maria Pruys van der Hoeven (* 15. Januar 1824 in Rotterdam; † 17. Januar 1901 in Den Haag)
- Cornelis Pruys van der Hoeven (* 27. Dezember 1825 in Leiden)
- Alida Maria Pruys van der Hoeven (* 19. Dezember 1827 in Leiden; † 30. April 1917 in Den Haag)
- Abraham Pruys van der Hoeven (30. März 1829 in Leiden; † 4. Januar 1907 in Brüssel)
- Agatha Petronella Pruys van der Hoeven (* 22. Februar 1830 in Leiden; † 25. Juli 1914 in Den Haag)
- Lamberta Petronella Pruys van der Hoeven I (* 4. März 1832 in Leiden; † 7. Mai 1832 ebenda)
- Lamberta Petronella Pruys van der Hoeven II (* 15. Juli 1833 in Leiden; † 4. Januar 1891 ebenda)
- Antonia Wilhelmina Cornelia Pruys van der Hoeven (* 25. März 1837 in Leiden; † 7. Februar 1893 in Den Haag)
- Gertrude Emilie Clemence Pruys van der Hoeven (22. Februar 1839 in Leiden; † 27. August 1921 in Den Haag)
- Clara Maria Cornelia Pruys van der Hoeven (* 10. Oktober 1840 in Leiden)

## Werke
- Diss. med. inaug. de constitutionis epidemicae doctrina. Leiden 1816 (Online)
- Chrestomathia Hippocratica. 1824 (Online)
- Over de vorming eens toekomstigen geneesheers. 1828
- Historische lessen over de cholera. Leiden 1832
- Initia disciplinae pathologicae. Leiden. 1834.
- De arte medica. 1838–40 (2. Bde.) (Online)
- Oratio de institutione academica. Hagae Comitis, 1841 (Online)
- De historia Medicinae liber singularis, Auditorum in Usum Editus. Leiden 1842 (Online)
- De historia morborum. Leiden 1846 (Online)
- De Historia Medicamentorum, Liber unus, in Usum Juventutis academicae. Luchtmans, Leiden, 1847 (Digitalisierte Ausgabe der Universitäts- und Landesbibliothek Düsseldorf) (Online)
- Études de la vie humaine. Amsterdam 1849.
- Examen anthropologique. 1851.
- Studie der pathologische anthropologie. Leiden 1851 (Online), Leiden 1854 (Online)
- Historische Anthropologie. Leiden 1852 (Online), 1855
- Studie der klinische anthropologie. Leiden 1853, Leiden 1855 (Online)
- Studie der christelijke anthropologie. Leiden 1853 (Online), 1855, Leiden 1856 (Online)
- Levens-studiën. Utrecht und Amsterdam 1857 (Online)
- Akademieleven. Utrecht 1866 (Online)